# Edelény alsó megállóhely
Edelény alsó megállóhely egy Borsod-Abaúj-Zemplén vármegyei vasúti megállóhely Edelény településen, a MÁV üzemeltetésében. A város déli határszéle közelében helyezkedik el, a szinte különálló Finke településrésznek is a déli peremén; közúti elérését a 2617-es útból keletnek kiágazó 26 316-os számú mellékút teszi lehetővé.

## Vasútvonalak
A megállóhelyet az alábbi vasútvonalak érintik:
- Sajóecseg–Hídvégardó-vasútvonal

## Kapcsolódó állomások
A megállóhelyhez az alábbi állomások vannak a legközelebb:
- Borsodszirák megállóhely (Sajóecseg–Hídvégardó-vasútvonal)
- Edelény vasútállomás (Sajóecseg–Hídvégardó-vasútvonal)

## Forgalom
| Járat        | Útvonal | Gyakoriság |
| ------------ | --- | ---------- |
| személyvonat | Miskolc-Tiszai – Miskolc-Gömöri – Szirmabesenyő – Sajókeresztúr – Sajóecseg – Alsóboldva – Boldva – Borsodszirák – Edelény alsó – Edelény – Szendrőlád (– Büdöskútpuszta) – Szendrő – Szendrő felső – Szalonna – Perkupa – Jósvafő-Aggtelek – Bódvaszilas – Komjáti – Tornanádaska | 2 óránként |